# つつじヶ丘駅

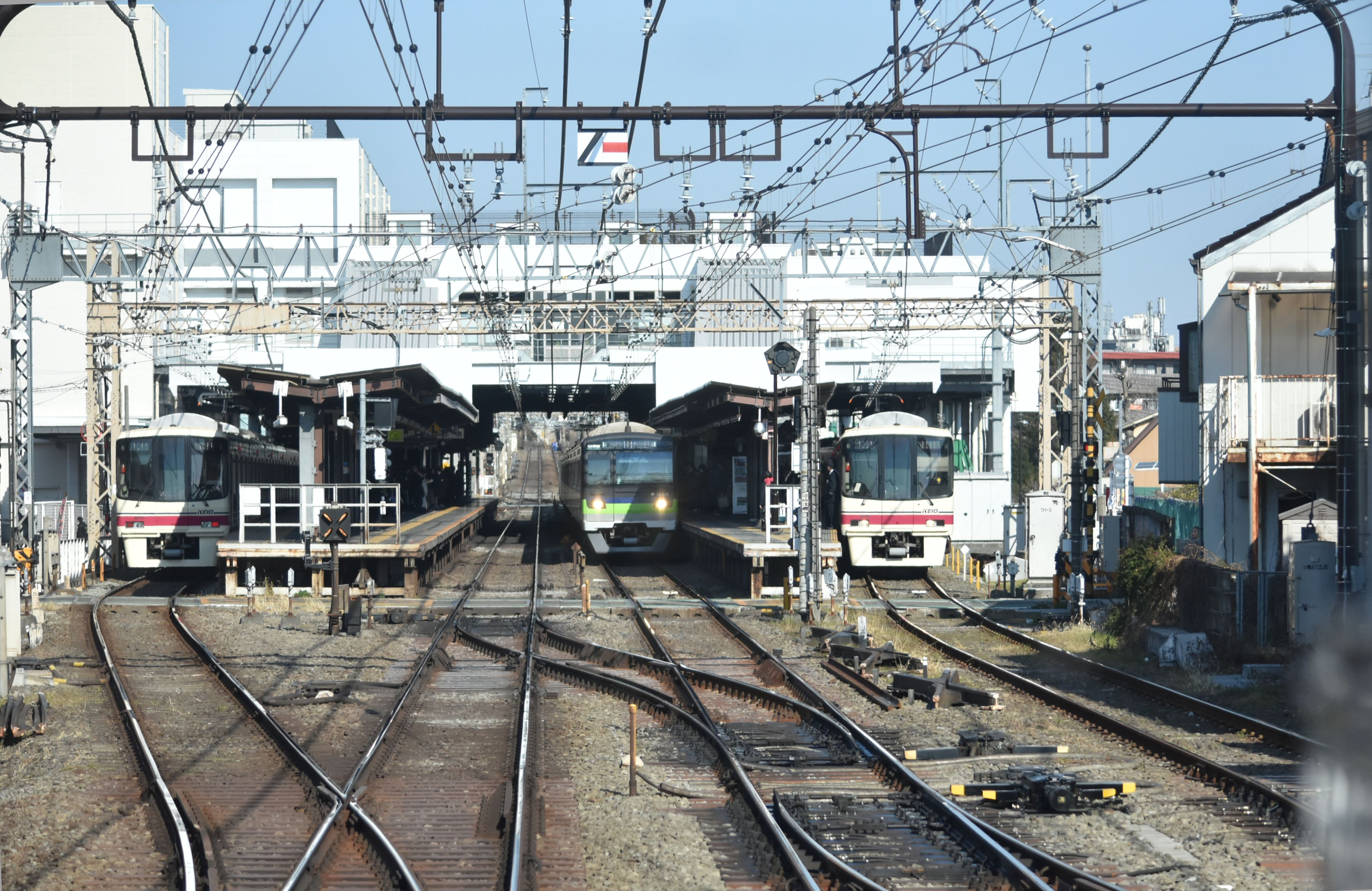
柴崎駅から新宿方面を臨む（2019年2月18日撮影）

つつじヶ丘駅（つつじがおかえき）は、東京都調布市西つつじケ丘三丁目にある、京王電鉄京王線の駅。京王中央管区所属。駅番号はKO14。

## 歴史

### 年表
- 1913年（大正2年）4月15日：甲州街道上に京王電気軌道（現・京王電鉄）の金子駅（かねこえき）として開設。
- 1927年（昭和2年）12月17日：現在地へ移転。
- 1944年（昭和19年）5月31日：東京急行電鉄（大東急、現・東急電鉄）が京王電気軌道を吸収合併、同社京王線の駅となる。
- 1948年（昭和23年）6月1日：大東急から京王帝都電鉄が分離、同社の駅となる。
- 1957年（昭和32年）5月15日：つつじヶ丘駅へ改称。同時に2面4線化。
- 1992年（平成4年）5月28日：通勤急行廃止に伴い、急行停車駅となる[2]。
- 2003年（平成15年）
  - 8月11日：南口バスロータリー使用開始。
  - 12月1日：平日夕方に本八幡駅 - 当駅間の各駅停車新設。
- 2004年（平成16年）1月17日：南口道路新設。
- 2009年（平成21年）：2010年（平成22年）着工予定で橋上駅化する計画を発表。調布市により2009年2月5日19時から、調布市立滝坂小学校において開催された「つつじヶ丘駅地区交通環境改善事業事業概要及び測量説明会」で明らかにされた[3]。
- 2011年（平成23年）
  - 3月13日：橋上駅舎使用開始、駅施設バリアフリー化達成[4][5]。
  - 11月25日 - 北側駅舎に駅ナカ商業施設「京王リトナードつつじヶ丘」がオープン[6]。
- 2012年（平成24年）8月17日：平日夕方の本八幡駅 - 当駅間の各駅停車廃止。
- 2013年（平成25年）2月22日：KO14の駅ナンバリング導入。
- 2017年（平成29年）10月2日：列車接近メロディを童謡「思い出のアルバム」へ変更[7]。
- 2023年（令和5年）4月1日：副駅名として「調布自動車学校 最寄駅」を設定。柴崎駅から設置駅が変更となる[8]。

### 駅名の由来
旧駅名「金子」は、駅所在地の旧地名「金子村」に由来する。金子村は1889年（明治22年）の合併に伴い神代村となり、神代町と調布町が1955年（昭和30年）に合併して市制施行し「調布市金子町」となった。
現駅名「つつじヶ丘」は、京王帝都電鉄による宅地開発の計画名称が「つつじヶ丘」であったことと、国鉄（当時）八高線に金子駅があり、連絡運輸取扱上混同する恐れがあったことから改称された。
後に駅名に合わせて、当駅周辺の町名も「金子町」から「西つつじケ丘」「東つつじケ丘」へ変更された。

## 駅構造

### 駅舎
橋上駅舎を備え、2F部分に改札が設置されている。改札階と北口・南口地上部間および上下線ホームを連絡するエレベーターが設置されており、改札階と南口地上間および上下線ホーム間にはエスカレーターも設置されている。トイレは改札内にある。ユニバーサルデザインの一環としての「だれでもトイレ」は新駅舎への移行に際して新設された。
以前は北口が地上に、南口が地下にあった。後者はかつて平日23時・休日22時に閉鎖していた時期があったが、後に始発 - 終電までの営業とされた。新駅舎切替前は各ホーム間は駅構内の地下道で連絡していた。
北口と南口間を連絡する地下自由通路「とおりゃんせ」があり、新駅舎使用開始までは、南口改札口はそこに接続していた。通路には掲示スペースが用意されており、地元小学校の児童が描いた絵画等を展示している。

### 配線
島式ホーム2面4線を有する。京王八王子方面に引き上げ線1線があり、新宿方面への始発・終着列車も設定されている。日中は、京王八王子方面の各駅停車は区間急行または快速の待ち合わせを行った後、特急の通過待ちを行う。当駅で各駅停車を追い越した区間急行または快速は、調布で特急の待ち合わせを行う。逆に、新宿方面の各駅停車は特急の通過待ちを行った後、区間急行または快速の待ち合わせを行う。当駅で各駅停車を追い越す区間急行または快速は、調布で特急の待ち合わせを行っている。平日夕方は、下りの各駅停車は急行または区間急行の待ち合わせを行った後、京王ライナーや特急の通過待ちを行う。上りの各駅停車は特急の通過待ちを行った後、急行の待ち合わせを行う。平日夕方の上り区間急行は当駅での緩急接続は行わない。
2012年8月19日から調布駅周辺地下化にともない、相模原線・京王線調布駅始発・終着電車については調布駅 - 布田駅間の本線上での折り返しが不可能となったため、当駅まで回送の上3番線で折り返していた。また2013年（平成25年）2月22日より早朝・夕夜間には調布方面からの快速つつじヶ丘行も設定されている。これは従来の各駅停車調布行きの折返しのための回送区間を営業運転しているものである。当列車は3番線に到着後、折り返し調布駅まで回送され、調布始発の各駅停車として運用される。
なお、1957年（昭和32年）までは島式ホーム1面2線であったが、千歳烏山駅ホーム有効長延伸に伴う待避線廃止に伴い、配線が変更された。

### のりば
| 番線 | 路線   | 方向 | 行先                                 | 備考 |
| ---- | ------ | ---- | ------------------------------------ | ---- |
| 1・2 | 京王線 | 下り | 調布・橋本・京王八王子・高尾山口方面 |      |
| 3・4 | 京王線 | 上り | 明大前・笹塚・新宿・ 都営新宿線方面  |      |

主本線は2・3番線であり、1・4番線は待避線である。
以前は当駅始発各停桜上水行最終電車が1番線から発車していた。
2017年（平成29年）10月2日より、接近メロディーが童謡「思い出のアルバム」に変更された。1・2番線は曲の最後の部分、3・4番線は冒頭部分を使用している。「思い出のアルバム」は市内で常楽院住職を務めていた本多鉄麿が作曲したもので、常楽院は当駅の南側に位置する。
| 運転番線 | 営業番線 | ホーム | 新宿方面着発 | 京王八王子・高尾山口・橋本方面着発 | 引き上げ線着発 | 備考       |
| -------- | -------- | ------ | ------------ | ---------------------------------- | -------------- | ---------- |
| 1        | 1        | 10両分 | 到着・出発可 | 出発可                             | 入出区可       | 下り副本線 |
| 2        | 2        | 10両分 | 到着可       | 出発可                             | 入出区可       | 下り主本線 |
| 3        | 3        | 10両分 | 出発可       | 到着・出発可                       | 入出区可       | 上り主本線 |
| 4        | 4        | 10両分 | 出発可       | 到着可                             | 不可           | 上り副本線 |

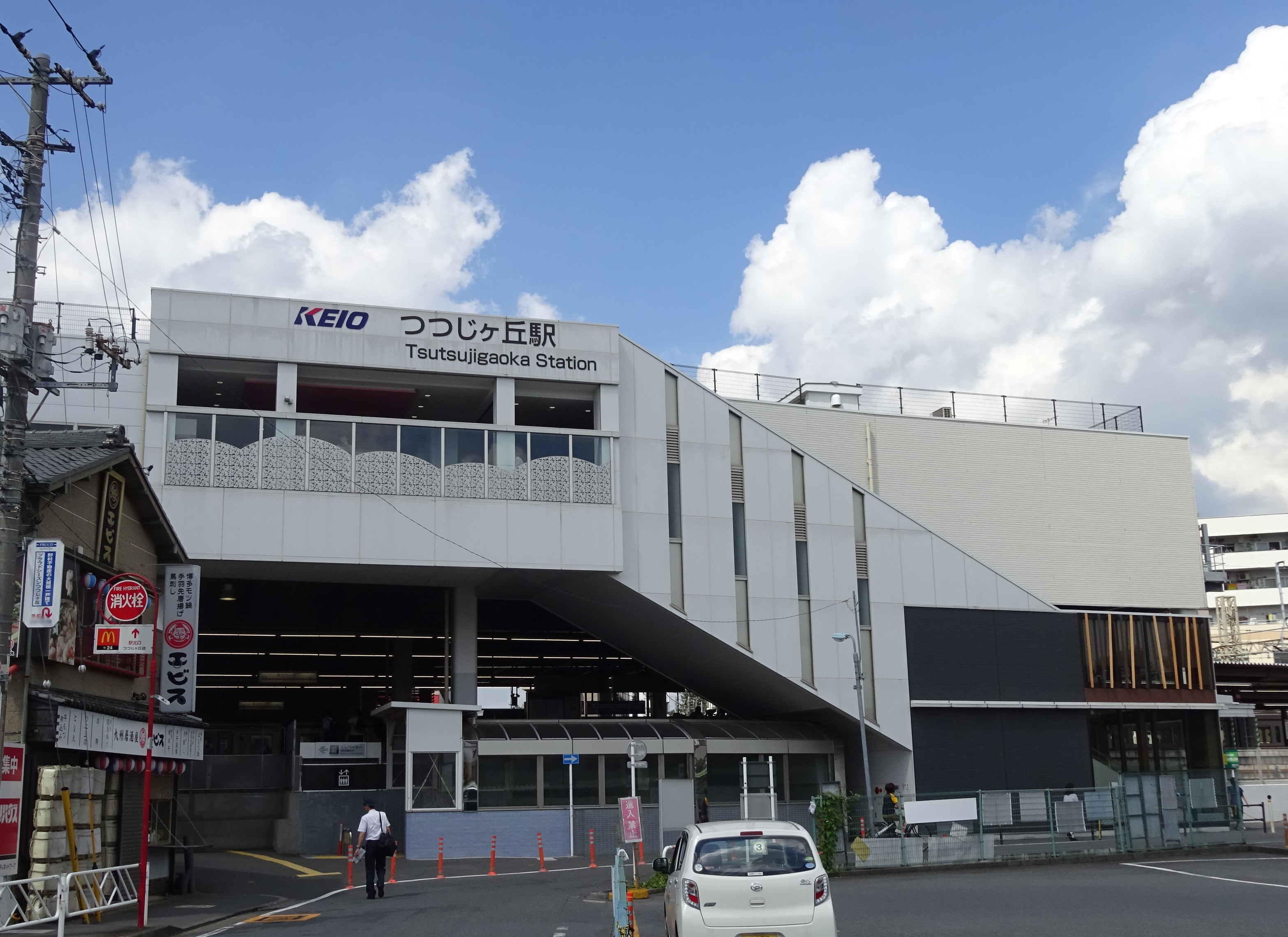
南口（2015年9月）
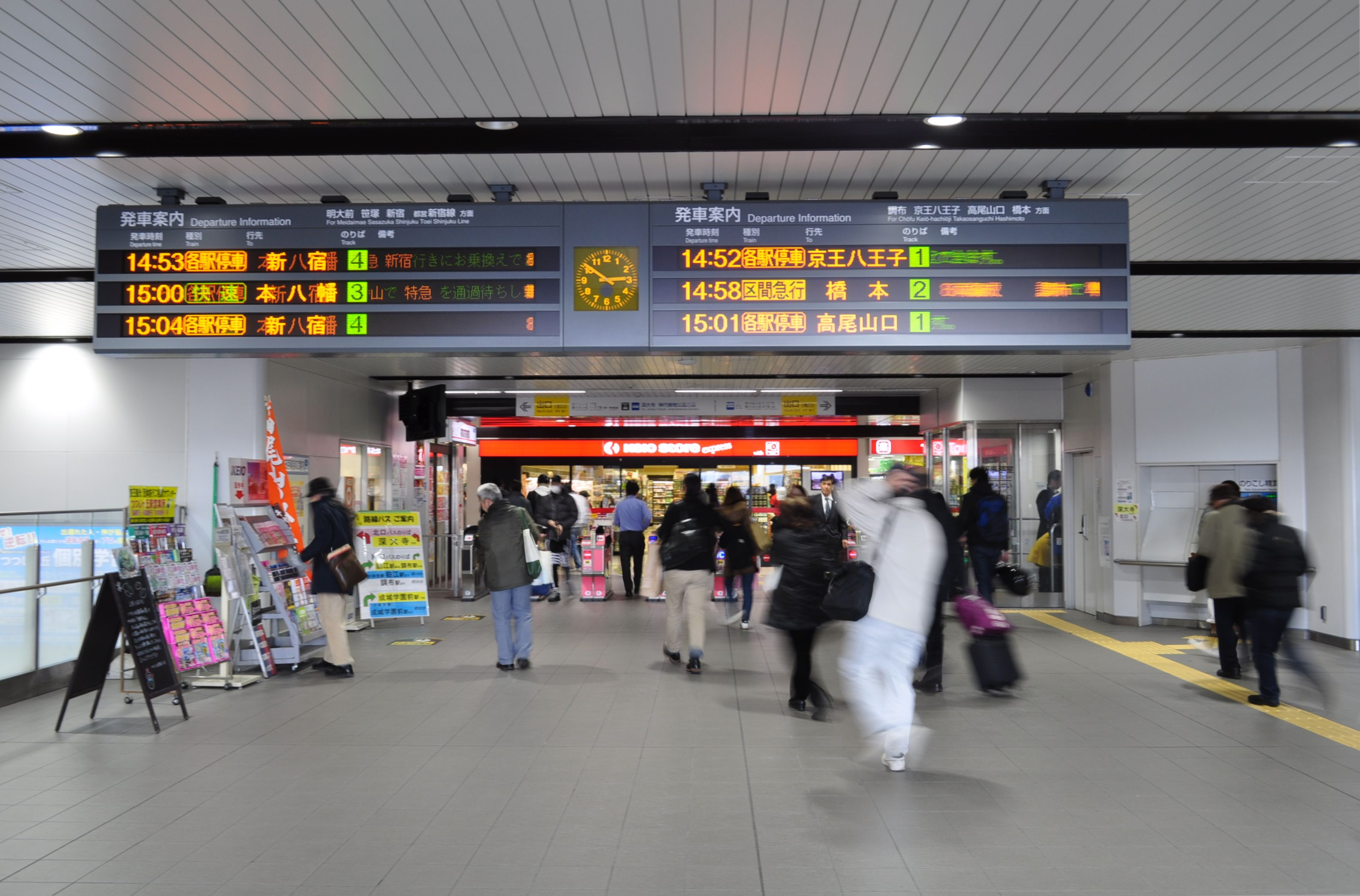
改札口（2018年2月13日）
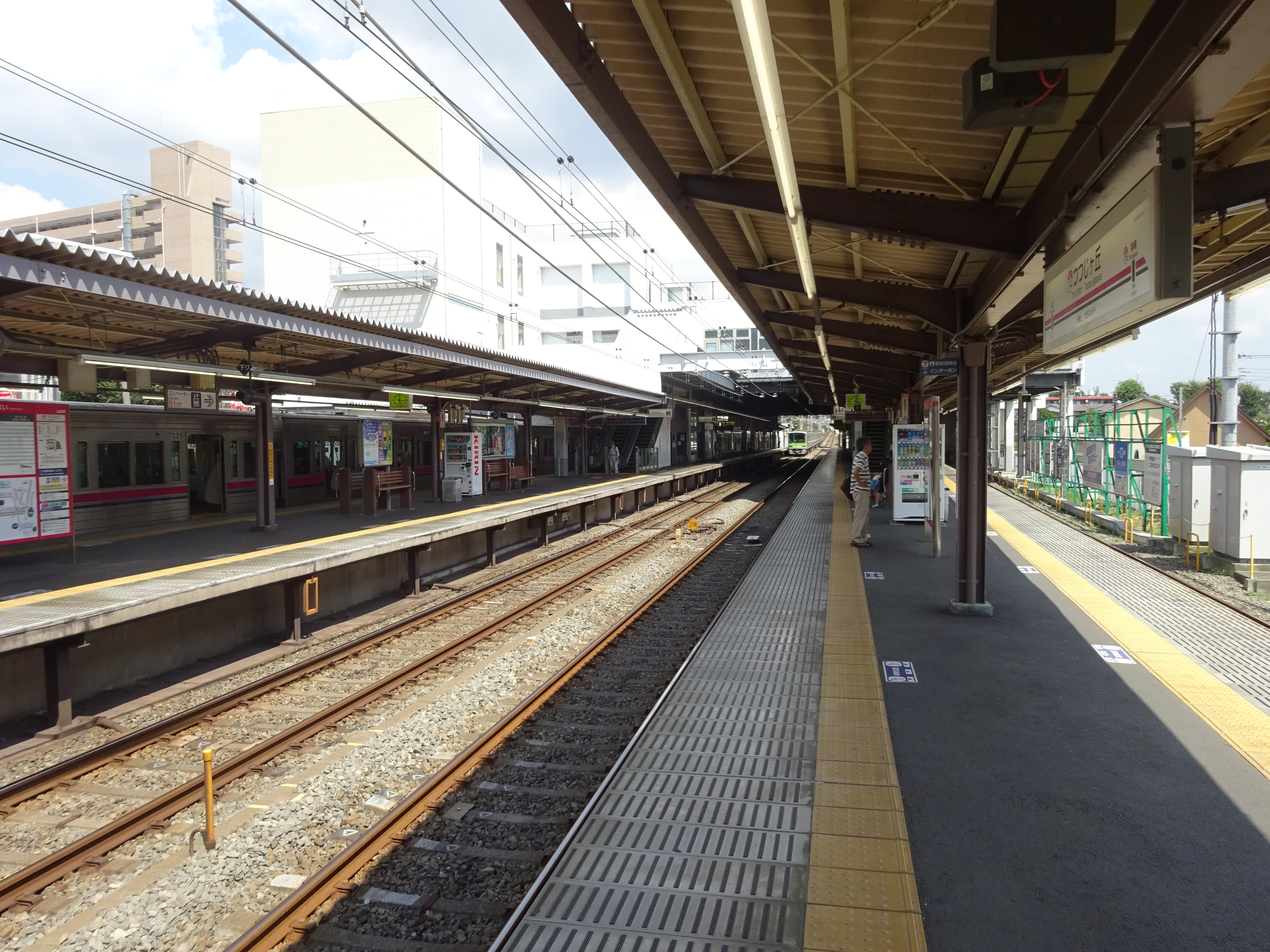
ホーム（2015年9月）
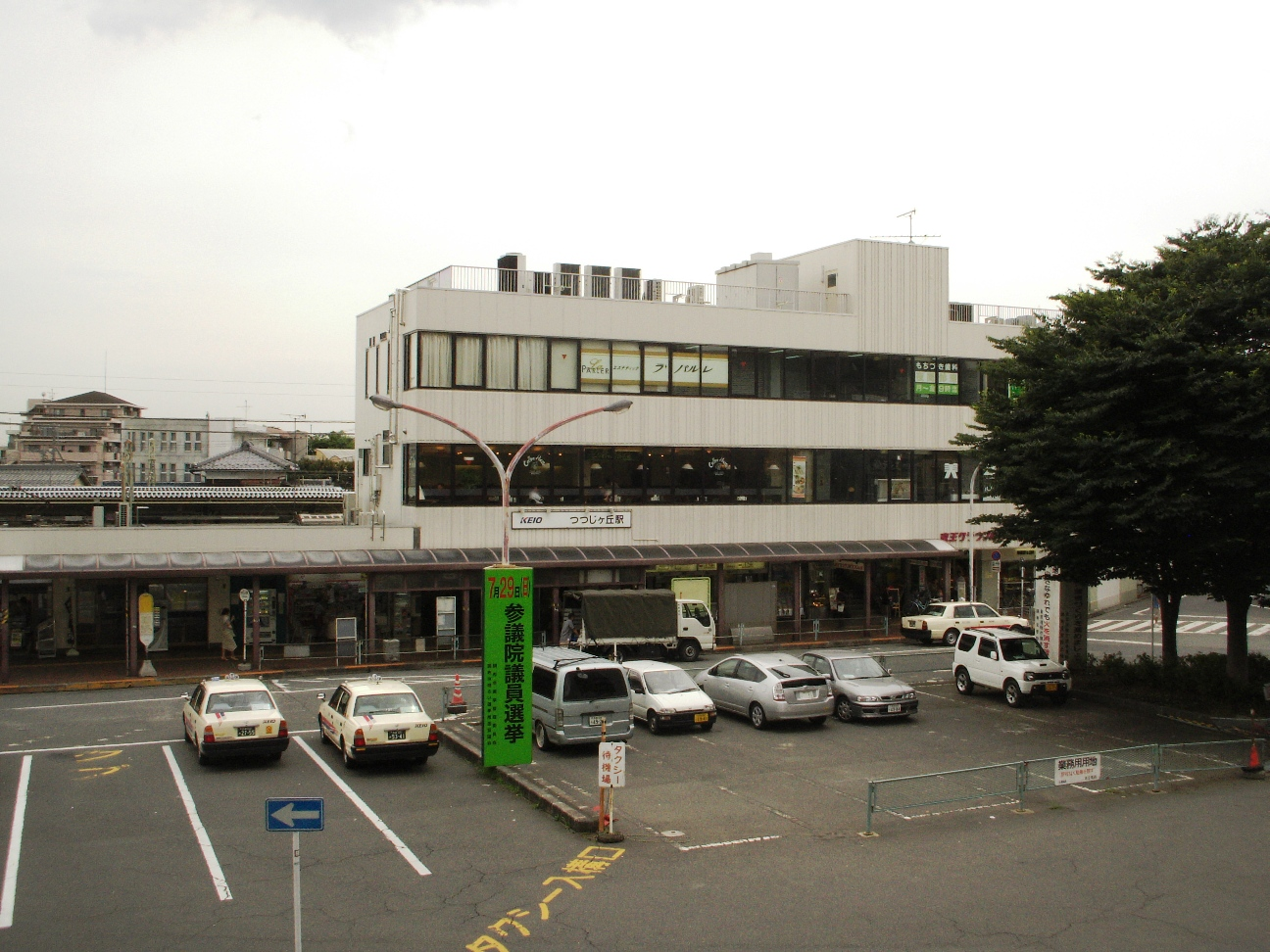
旧北口駅舎（2007年7月）

### 駅施設
- 待合室：各ホームの京王八王子側に設置。
- 自動体外式除細動器（AED）：構内に設置。
- コインロッカー：改札外南口側に設置。コインロッカーにはツツジの花の写真がラッピングされている。
- タクシー乗り場：北口。京王自動車のタクシーが多い。
- 京王リトナードつつじヶ丘：駅ナカ商業施設。2011年（平成23年）11月25日、新駅舎北側に開業。出店店舗一覧・詳細は、京王電鉄公式サイト「京王リトナードつつじヶ丘」を参照。
  - セブンイレブン：京王ストアエクスプレス跡地に開店。
  - ベーカリー&カフェ ルパ（ベーカリー・カフェ）
  - トモズ（ドラッグストア / 薬局）
  - 啓文堂書店
  - 万葉そば（駅そば）
  - フラワーショップ京王（花屋）
  - 京王観光 つつじヶ丘店（旅行代理店）

## 利用状況
2024年度（令和6年度）の1日平均乗降人員は40,628人である。急行通過駅の仙川駅より利用者が少ない。
近年の1日平均乗降・乗車人員の推移は以下の通り。
| 年度               | 1日平均 乗降人員 | 1日平均 乗車人員 | 出典     |
| ------------------ | ---------------- | ---------------- | -------- |
| 1955年（昭和30年） | 3,215            |                  |          |
| 1960年（昭和35年） | 8,743            |                  |          |
| 1965年（昭和40年） | 25,906           |                  |          |
| 1970年（昭和45年） | 33,434           |                  |          |
| 1975年（昭和50年） | 38,746           |                  |          |
| 1980年（昭和55年） | 42,464           |                  |          |
| 1985年（昭和60年） | 41,240           |                  |          |
| 1990年（平成02年） | 43,797           | 21,682           | [ * 1 ]  |
| 1991年（平成03年） |                  | 22,478           | [ * 2 ]  |
| 1992年（平成04年） |                  | 22,542           | [ * 3 ]  |
| 1993年（平成05年） |                  | 22,567           | [ * 4 ]  |
| 1994年（平成06年） |                  | 22,526           | [ * 5 ]  |
| 1995年（平成07年） | 44,533           | 22,238           | [ * 6 ]  |
| 1996年（平成08年） |                  | 22,132           | [ * 7 ]  |
| 1997年（平成09年） |                  | 21,926           | [ * 8 ]  |
| 1998年（平成10年） |                  | 22,252           | [ * 9 ]  |
| 1999年（平成11年） |                  | 21,798           | [ * 10 ] |
| 2000年（平成12年） | 43,864           | 21,784           | [ * 11 ] |
| 2001年（平成13年） |                  | 21,795           | [ * 12 ] |
| 2002年（平成14年） |                  | 21,625           | [ * 13 ] |
| 2003年（平成15年） | 44,217           | 21,940           | [ * 14 ] |
| 2004年（平成16年） | 44,252           | 21,975           | [ * 15 ] |
| 2005年（平成17年） | 44,348           | 22,058           | [ * 16 ] |
| 2006年（平成18年） | 44,178           | 22,052           | [ * 17 ] |
| 2007年（平成19年） | 45,066           | 22,492           | [ * 18 ] |
| 2008年（平成20年） | 45,691           | 22,811           | [ * 19 ] |
| 2009年（平成21年） | 45,405           | 22,682           | [ * 20 ] |
| 2010年（平成22年） | 44,572           | 22,263           | [ * 21 ] |
| 2011年（平成23年） | 43,789           | 21,798           | [ * 22 ] |
| 2012年（平成24年） | 44,675           | 22,299           | [ * 23 ] |
| 2013年（平成25年） | 45,125           | 22,548           | [ * 24 ] |
| 2014年（平成26年） | 44,530           | 22,247           | [ * 25 ] |
| 2015年（平成27年） | 45,540           | 22,724           | [ * 26 ] |
| 2016年（平成28年） | 45,419           | 22,690           | [ * 27 ] |
| 2017年（平成29年） | 45,393           | 22,677           | [ * 28 ] |
| 2018年（平成30年） | 45,778           | 22,863           | [ * 29 ] |
| 2019年（令和元年） | 45,169           | 22,511           | [ * 30 ] |
| 2020年（令和02年） | 33,096           | 16,537           | [ * 31 ] |
| 2021年（令和03年） | 35,556           |                  |          |
| 2022年（令和04年） | 38,162           |                  |          |
| 2023年（令和05年） | 39,731           |                  |          |
| 2024年（令和06年） | 40,628           |                  |          |

## 駅周辺
北口は、京王線と並行する国道20号（甲州街道）と程近く、駅前にはバスロータリーが整備されており、深大寺・神代植物公園方面のバス路線が発着している。線路と甲州街道に挟まれたエリアにはマンションが建ち並び、その下層階を中心として、食料品スーパーのオオゼキやレンタルビデオ店のゲオ、ドラックストアクリエイトなどの店舗、学習塾や書店なども入居している。西側の駅前から外れた辺りには居酒屋などが集まる富士見街がある。駅周辺の店舗の多くはつつじヶ丘商店会に加盟しており、つつじヶ丘商店街を形成しており、調布市内で最も店舗数の多い商店街となっている。
甲州街道を越えた北側（三鷹市中原一丁目付近）には、昭和30年代に京王帝都電鉄が開発・分譲した京王つつじヶ丘住宅が広がっており、閑静な住宅地となっている。
南口は、駅に面する形で旧来からの農地（植木畑・果樹園）が広がっており、北口程駅前開発は進んでいないが、駅前にバスロータリーや駐車場、駐輪場等の施設が次第に整備され、また、駅へ至る道路には小規模なマンションが建設されるなど、次第に開発が成されている。2018年（平成30年）より、駅南側を通る品川通りから駅までを結ぶ道路整備事業が始まり、2022年現在南口ロータリーの拡幅工事が行われている。
つつじヶ丘の南エリアは緑が多く野川も近いために、野生の鳥なども多く見られる。
北口の主な施設
- 警視庁調布警察署 つつじヶ丘駅前交番
- 東京消防庁調布消防署 つつじヶ丘出張所
- 調布市役所 神代出張所
- 調布市立図書館 神代分館
- 神代郵便局
- 調布西つつじヶ丘郵便局
- 調布市立滝坂小学校
- 昭和信用金庫 つつじが丘支店

南口の主な施設
- 調布市立武者小路実篤記念館：当駅 - 仙川駅間の住宅地内にある。
- 特定医療法人研精会 東京さつきホスピタル
- 神代団地

### バス路線
京王バスの一般路線バスのみが長年乗り入れていたが、2014年3月26日から北口に三鷹市コミュニティバスであるみたかシティバスが、2016年（平成28年）10月17日より南口へ小田急バスの一般路線バスが乗り入れるようになった。

#### 北口
- 丘21：深大寺循環（深大寺行深夜バスあり）（京王バス）
- 丘22：千歳船橋駅行（本数少）（京王バス）
- 深夜急行バス：（新宿駅西口発）府中駅行 ※ 降車専用（京王バス）
- みたかシティバス：新川・中原ルート 杏林大学病院行（京王バスへ運行委託。小田急バスは2024年12月15日をもって運行終了）

#### 南口
- 丘21：つつじヶ丘駅北口行（本数少）※南口ロータリーへは乗り入れず、「つつじヶ丘駅南口入口」に停車する。（京王バス）
- 丘31：狛江駅北口経由 調布駅南口・調布車庫行（京王バス）
- 成01：成城学園前駅西口行（小田急バス）

## 隣の駅
京王電鉄
 京王線
■特急
通過
■急行
千歳烏山駅 (KO12) - つつじヶ丘駅 (KO14) - 調布駅 (KO18)
■区間急行・■快速
仙川駅 (KO13) - つつじヶ丘駅 (KO14) - 調布駅 (KO18)
■各駅停車
仙川駅 (KO13) - つつじヶ丘駅 (KO14) - 柴崎駅 (KO15)